# Horská služba

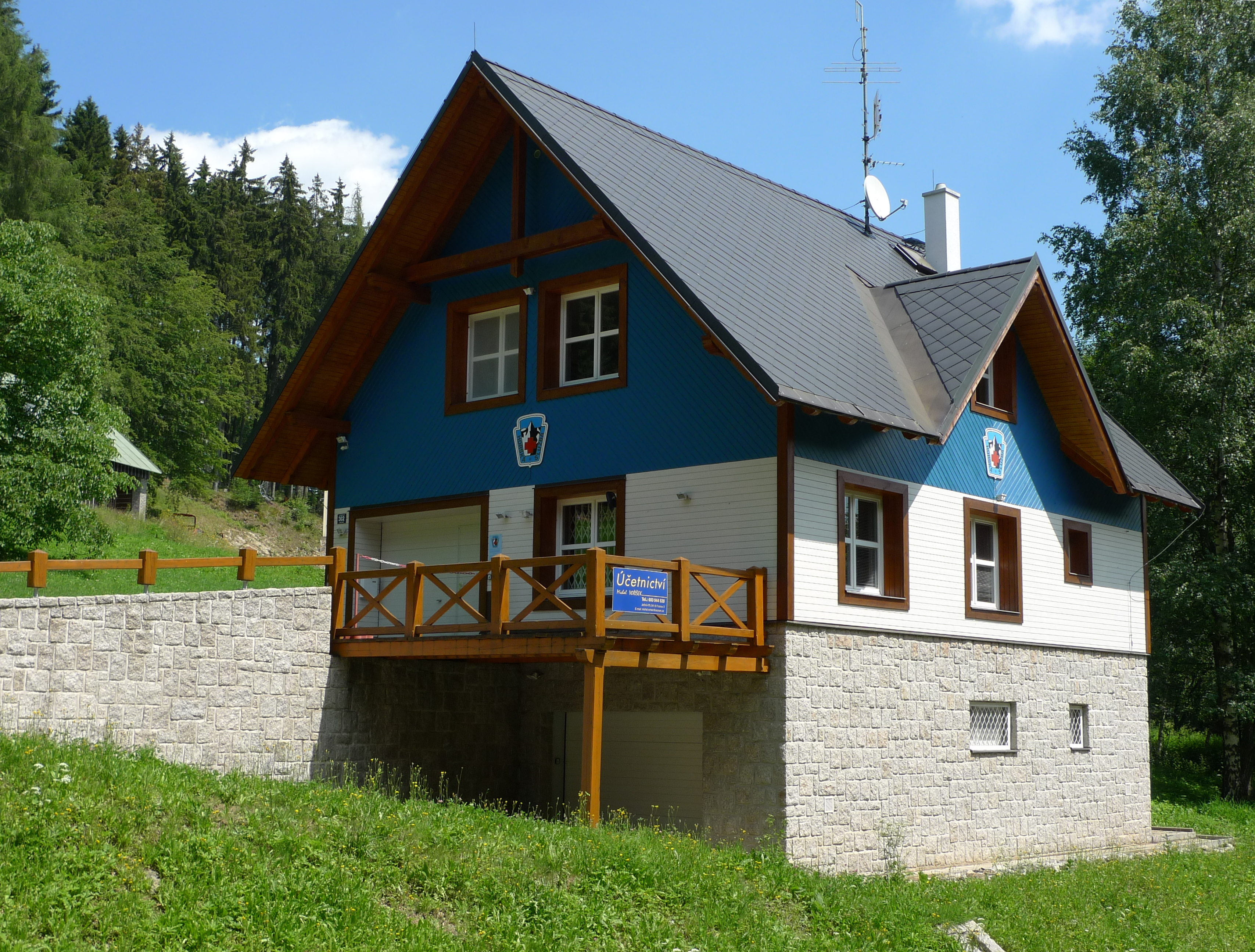
Sídlo Horské služby v Janských Lázních

Horská služba nebo horská záchranná služba je obvyklý název záchranných organizací působících v některých turisticky využívaných pohořích. Některé horské služby fungují jen na dobrovolnickém principu, jiné mají profesionální pracovníky nebo jsou smíšené.

## Horská služba ČR

Znak Horské služby ČR

Před zimou 1934 byl v Krkonoších vytvořen samostatný záchranný sbor o šesti oddílech (oddíl hasičů, oddíl učitelů lyžování a sportovní oddíly). 12. května 1935 byla založena jednotná organizace Horské služby v Krkonoších. Pro účely pomoci turistům bylo postaveno prvních pět stanic první pomoci. Po dobu druhé světové války byla formálně činnost přerušena, fakticky však pokračovala. V září 1945 byla v Krkonoších obnovena Horská záchranná služba (HZS). V následujících letech vznikly záchranářské spolky v pohořích Jeseníky (1948), Šumava (1948), Orlické hory (1949), Beskydy (1951), Jizerské hory (1954) a Krušné hory (1955). 1. prosince 1954 vznikla jednotná celostátní Horská služba sloučením české Horské záchranné služby a slovenské Tatranské horské služby, dosavadní dobrovolné spolky byly rozpuštěny. Byly vytvořeny oblastní komise HS. V roce 1969 byla struktura horské služby federalizována na českou a slovenskou část. V roce 1993 došlo k úplnému oddělení slovenské horské služby od české. Od roku 1990 existovalo Sdružení horských služeb ČR. Jednotlivé oblasti (Šumava, Krušné hory, Jizerské hory, Krkonoše, Orlické hory, Jeseníky a Beskydy) měly jako občanská sdružení vlastní právní subjektivitu. V roce 2001 oblastní sdružení zanikla a Sdružení horských služeb ČR změnilo název na Horská služba České republiky, o. s.  Občanské sdružení bylo financováno převážně z rozpočtu Ministerstva zdravotnictví ČR. Od roku 2004 převzalo garanci Ministerstvo pro místní rozvoj ČR v rámci podpory cestovního ruchu a koncem roku 2004 zřídilo novou obecně prospěšnou společnost Horská služba ČR, o. p. s., která od 1. ledna 2005 převzala odpovědnost za činnost horské služby v České republice a má podle statutu za úkol spolupracovat s dosavadním občanským sdružením. Dílčí právní úprava horské služby byla vložena v roce 2009 do zákona o cestovním ruchu, návrhy na komplexní právní úpravu horské služby jako veřejné stráže, předkládané od 90. let 20. století, byly zatím neúspěšné. Pracovníci horské služby nemají žádné kontrolní ani sankční pravomoci. Kromě poskytování první pomoci horská služba také pravidelně sleduje lavinové nebezpečí a vývoj počasí a vydává odpovídající varování. Věnuje se preventivní a osvětové činnosti. Udržuje zimní tyčové značení (a pravděpodobně i Němé značky Krkonoš), zatímco běžné turistické značení zřizuje a udržuje Klub českých turistů a v Krkonoších na základě dohody s KČT správa KRNAP.
V roce 2007 působí Horská služba v Krkonoších, Jizerských, Krušných a Orlických horách, v Jeseníkách, v Beskydech a na Šumavě. Sídlo má ve Špindlerově Mlýně, úřad, zabývající se ekonomickými a personálními záležitostmi, má v Praze v Zátopkově ulici. Obecně prospěšná společnost i občanské sdružení se člení na 7 oblastí podle jednotlivých pohoří, základními jednotkami jsou okrsky.
Od 15. prosince 2012 používá jednotné telefonní číslo 1210, na které není volání bezplatné, ale služba je v sítích všech českých operátorů brána jako přístup na tísňové linky.

## Slovensko
Na Slovensku počítají tradici horské záchranářské činnosti od záchranné akce v roce 1771, kdy obyvatel vsi Matejovce (a rodák ze Slezska), Jan Ondřej zv. Papirus, zahynul při hledání pokladu poblíž Zeleného plesa ve Vysokých Tatrách.
Roku 1873 vznikl turistický Uherský karpatský spolek (slovensky Uhorský karpatský spolok, maďarsky Magyarországi Kárpátegyesület, MKE) se sídlem v Kežmarku, který určil i kvalifikaci a povinnosti horských vůdců.
Roku 1913 vznikl ve Vysokých Tatrách Dobrovoľný záchranný komitét.
V roce 1919 byl v Bratislavě ustanoven odbor Klubu československých turistů (KČST) a ten v roce 1923 zorganizoval Zbor tatranských horských vodcov, první čistě slovenskou organizaci svého druhu. Dále KČST ustavil v roce 1933 Združenie pre záchrannú službu, které se v roce 1937 přeměnilo na Spolok záchrannej služby v Tatrách. Ve 40. letech, v období Slovenského státu, působil ve Vysokých Tatrách Záchranársky zbor Klubu slovenských turistov a lyžiarov (KSTL).
20. ledna 1950 vznikla profesionální Tatranská horská služba. 10. října 1950 Úřad cestovního ruchu zřídil Horskou zdravotní záchrannou službu.
Dalším mezníkem byl vznik jednotné československé Horské služby 1. prosince 1954. Dosavadní dobrovolná sdružení byla rozpuštěna. Tatranští pracovníci jsou však přitom začleněni do struktur správy TANAPu.
V roce 1990 se rozdělila HS na Slovensku, v níž zůstali dobrovolníci, od HS TANAPu, v níž zůstali profesionální pracovníci. HS na Slovensku se začlenila do nově vzniklé tělovýchovné organizace Slovenské združenie telesnej kultúry. V roce 1993 se v souvislosti se zánikem Československa rozděluje i horská služba.
Od 1. ledna 2003 dochází k rozdělení horské služby na dobrovolnou a profesionální organizaci. Veškeré nemovitosti zůstaly občanskému sdružení, to však přišlo o všechny stálé zaměstnance. Státní příspěvková organizace Horská záchranná služba byla zřízena Ministerstvem vnitra SR na základě zákona č. 544/2002 Z. z., o Horskej záchrannej službe, a její činnost upravuje též zákon č. 129/2002 Sb., o integrovanom záchrannom systeme. Sídlí v Popradě. Novelou č. 519/2007 Z. z. byly s účinností od 1. ledna 2008 z povinnosti uhradit náklady spojené se záchrannou činností nebo s pátráním po osobě osvobozeny nezletilé a nesvéprávné osoby. Územní hranice působnosti HZS s účinností od 1. listopadu 2007 vymezuje vyhláška č. 469/2007 Z. z.
Vedle státní příspěvkové HZS nadále působí též občanské sdružení Horská služba (navazující na původní Horskou službu a strukturované na oblasti podobně jako HZS) a dobrovolnická Tatranská horská služba, která má asi 100 členů.

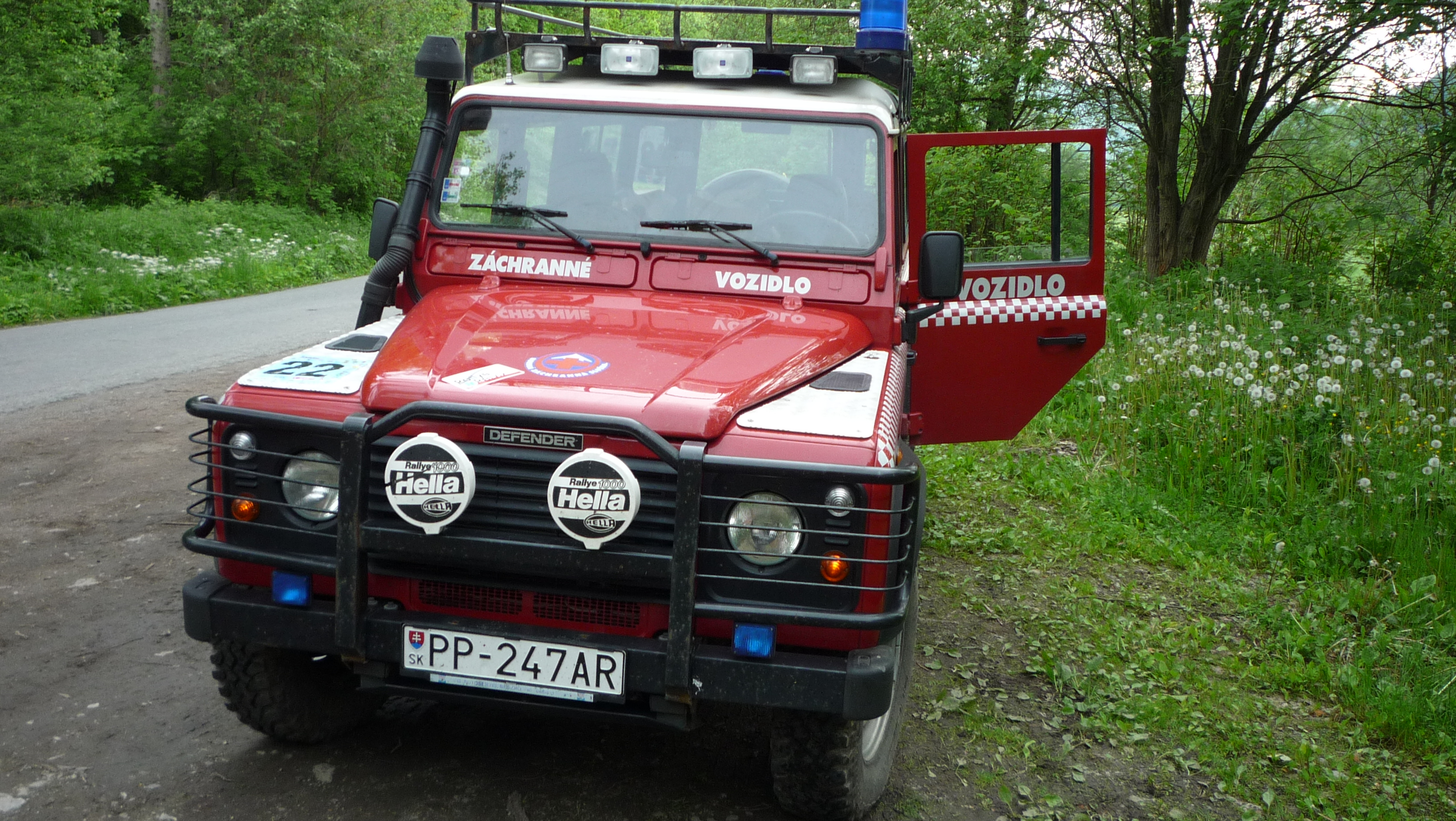
Vozidlo Horské služby na Slovensku

Horská záchranná služba se člení na oblasti:
- Vysoké Tatry, Belianské Tatry, Pieniny
- Nízké Tatry-sever
- Nízké Tatry-jih
- Západní Tatry-sever
- Západní Tatry-jih
- Velká Fatra
- Malá Fatra-Vrátna
- Malá Fatra-Orava
- Slovenský ráj
- Středisko lavinové prevence

## Ohlasy v umění
Náčelníkem horské služby byl Luboš, postava z filmů Marie Poledňákové Jak dostat tatínka do polepšovny a Jak vytrhnout velrybě stoličku.